# Bistum Dodge City
Das Bistum Dodge City (lateinisch Dioecesis Dodgepolitana, englisch Diocese of Dodge City) ist eine in den Vereinigten Staaten gelegene römisch-katholische Diözese mit Sitz in Dodge City, Kansas.

## Geschichte
Das Bistum Dodge City wurde am 19. Mai 1951 durch Papst Pius XII. aus Gebietsabtretungen des Bistums Wichita errichtet und dem Erzbistum Kansas City als Suffraganbistum unterstellt.
Im Februar 2021 wurden Vorwürfe gegen Diözesanbischof John Balthasar Brungardt erhoben, er habe sich des sexuellen Missbrauchs schuldig gemacht. Brungardt betonte seine Unschuld und erklärte, uneingeschränkt mit den Ermittlungsbehörden zusammenarbeiten zu wollen. Gleichzeitig gab er bekannt, sich für die Dauer der Ermittlungen von der Leitung der Diözese zurückzuziehen. Am 8. Februar 2021 wurde daher der Bischof von Salina, Gerald Vincke, zum Apostolischen Administrator sede plena ernannt. Gut ein Jahr später, am 23. März 2022, endete Vinckes Beauftragung und Brungardt übernahm wieder die volle Jurisdiktion seines Bistums.

## Territorium
Das Bistum Dodge City umfasst die im Bundesstaat Kansas gelegenen Gebiete Barber County, Barton County, Clark County, Comanche County, Edwards County, Finney County, Ford County, Grant County, Gray County, Greeley County, Hamilton County, Haskell County, Hodgeman County, Kearny County, Kiowa County, Lane County, Meade County, Morton County, Ness County, Pawnee County, Pratt County, Rush County, Scott County, Seward County, Stafford County, Stanton County, Stevens County und Wichita County.

## Bischöfe
- John Baptist Franz, 1951–1959, dann Bischof von Peoria
- Marion Francis Forst, 1960–1976
- Eugene John Gerber, 1976–1982, dann Bischof von Wichita
- Stanley Girard Schlarman, 1983–1998
- Ronald Michael Gilmore, 1998–2010
- John Balthasar Brungardt, seit 2010